# Jean-Marie Simon
Jean-Marie Simon OSFS (* 6. Dezember 1858 in Lyon; † 21. November 1932) war Apostolischer Vikar von Orange River.

## Leben
Jean-Marie Simon trat der Ordensgemeinschaft der Oblaten des hl. Franz von Sales bei. Der Papst berief ihn im Juli 1885 zum Apostolischen Präfekten von Orange River. Leo XIII. berief ihn am 4. Mai 1898 zum Apostolischen Vikar von Orange River und Titularbischof von Thaumacus. 
Die Bischofsweihe erfolgte am 21. September desselben Jahres in der Kathedrale von Troyes durch den Bischof von Troyes Gustave-Adolphe de Pélacot; Mitkonsekratoren waren Emmanuel-Marie-Ange de Briey, Bischof von Meaux, und Henri-Louis Chapon, Bischof von Nizza.